# Onyx (zespół muzyczny)

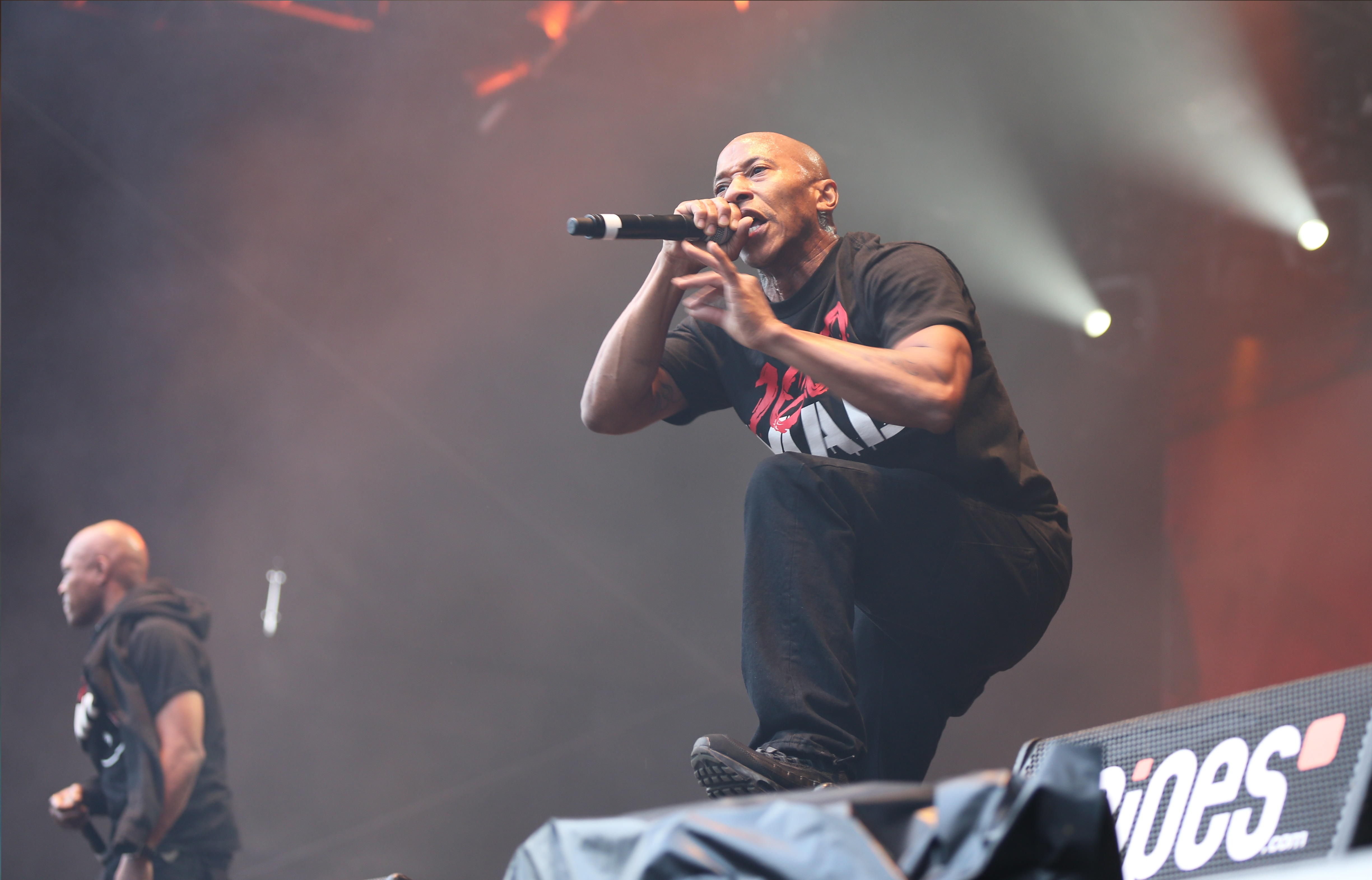
Onyx (2016)

Onyx – grupa hip-hopowa pochodząca z Queens (Nowy Jork) tworząca w stylu hardcore rap. Została założona w 1989 przez Fredro Starra, Sonsee'ego i Big DSa. Później, w 1991, do grupy dołączył Sticky Fingaz, kuzyn Fredro Starra.

## Historia
W 1989 Onyx nagrali singel "Ah, And We Do It Like This". Rok później Onyx mieli zaprezentować ich demo JMJ-owi, ale Big DS i Sonsee (wtedy znany jako Suave) byli wtedy w Connecticut, więc Fredro Starr skontaktował się ze swoim kuzynem, Sticky'm (który często rymował podczas pracy w salonie fryzjerskim). W 1992 grupa wydała Throw Ya Gunz EP. Wkrótce Onyx podpisali kontrakt z wytwórnią Def Jam, a w 1993 ukazała się płyta Bacdafucup. Album spotkał się z dużym sukcesem komercyjnym. Singel "Slam" był często emitowany w stacjach radiowych i MTV. Zadebiutował na 5. miejscu listy przebojów roku. "Bacdafucup" sprzedało się w nakładzie około 2 milionów egzemplarzy. Onyx wygrali również nagrodę Soul Train za rapowy album roku. Wystąpili również z grupą Biohazard w singlu "Judgement Night", ścieżki dźwiękowej filmu o tym samym tytule.
W trakcie nagrywania kolejnego albumu All We Got Iz Us, Big DS opuścił grupę. W 1995 Onyx wydali All We Got Iz Us. Nie osiągnął on takiego sukcesu komercyjnego jak poprzedni album, sprzedając się w nakładzie 500.000 egzemplarzy. Jednak wielu fanów twierdzi, że jest to ich najlepsza płyta jaką zdołali nagrać. Żaden z singli promujących album nie był często prezentowany w stacjach radiowych. Główny singel "Last Dayz" zadebiutował na 89. miejscu notowania Billboard Hot 100.
W 1998 Onyx wrócili z trzecim albumem Shut ’Em Down. Wystąpili na nim gościnnie DMX, The Lost Boyz, Raekwon, Method Man, Big Pun, Noreaga, nieznany wtedy 50 Cent, a także związani z Onyx – X-1 (brat Sticky'ego), Bonifucco i Still Leavin'. Album osiągnął komercyjny sukces, osiągając najwyższe miejsce na liście Billboard 200. Undergroundowymi przebojami były single "React" (nagrane z Bonifucco, Still Leavin', 50 Centem i X-1) oraz "Shut ’Em Down" (z DMXem). Po wydaniu trzeciego albumu, Onyx opuścili wytwórnię Def Jam i rozpoczęli solową karierę. W 2002 nagrali razem kolejny album, Bacdafucup Part II, tym razem dla Koch Records. W 2003 wydali Triggernometry dla D3 Entertainment. Oba albumy sprzedały się przeciętnie w porównaniu z poprzednimi.
Między Onyx a 50 Centem doszło do beefu. Zaczął się już w 1999, kiedy 50 Cent wydał singel "How to Rob", w którym zdissował między innymi Sticky'ego. Ten odpowiedział mu w utworze "Jackin For Beats". W 2003 doszło również do kłótni między Curtisem a Fredro Starrem podczas rozdawania Vibe Awards. Starr w jednym z wywiadów powiedział, że jego rywal nie szanuje Jam Mastera Jaya nawet po jego śmierci. Powiedział również, że współpracuje z byłymi członkami G-Unit. W utworze "Holla Back 50" z Triggernometry Onyx komentują historię 50 Centa, gdy został postrzelony pod domem swojej babci.
W 2008 roku ukazała się kompilacja pt. Cold Case Files. Znalazły się na niej utwory powstałe w okresie od 1993 do 1998 roku.
W 2012 roku wystąpili gościnnie na albumie CNO2, polskiego zespołu Slums Attack w utworze "Colabo".

## Dyskografia
- Bacdafucup (1993)
- All We Got Iz Us (1995)
- Shut ’Em Down (1998)
- Bacdafucup Part II (2002)
- Triggernometry (2003)
- Wakedafucup (2014)
- Against All Authorities (2015)
- Shotgunz In Hell (2017)
- Black Rock (2018)
- Snowmads (2019)
- Onyx 4 Life (2021)